# غراسيلا ريفيرا
غراسيلا ريفيرا (بالإنجليزية: Graciela Rivera)‏ هي مغنية ومغنية أوبرا أمريكية، ولدت في 17 أبريل 1921 في بونس، بورتوريكو في الولايات المتحدة، وتوفيت في 17 يوليو 2011 في ميس لاندينغ في الولايات المتحدة.